# Distrito de Buldibuyo
El distrito de Buldibuyo es uno de los trece distritos de la Provincia de Pataz, ubicada en el Departamento de La Libertad, bajo la administración del Gobierno regional de La Libertad, en el norte del Perú.
Desde el punto de vista jerárquico de la Iglesia católica forma parte de la Prelatura de Huamachuco.

## Historia
Asegurada la independencia, la nueva demarcación territorial que promulgó el Libertador Bolívar crea la provincia de Pataz con la fusión de tres corregimientos: Pataz, Collay y Caxamarquina (este último hoy Bolívar). En ella se encontraba el territorio del actual distrito de Buldibuyo.

## Geografía
De relieve accidentado, por la influencia de la Cordillera de los Andes, abarca una superficie de 227,39 km².

## Autoridades

### Municipales
- 2015-2018

```
   Alcalde: Nelver Segundo Lozano Díaz
```

- 2011 - 2014[2]
  - Alcalde: Benicio Zevallos Rodríguez, Partido Aprista Peruano (PAP).
  - Regidores: Domingo Leopoldo Mendieta Villanueva (PAP), Elda Yiovani Valverde Olórtegui (PAP), Florentino Sevillano Campos (PAP), Delfín Cueva Capa (PAP), Sandro Javier Flores Viera (Súmate - Perú Posible).[3]
- 2007 - 2010
  - Alcalde: Benicio Zevallos Rodríguez, Movimiento Unidos por Pataz.
- 1987 - 1989
  - Alcalde: ANTONIO P. MARTELL ABURTO, Partido Aprista Peruano.

### Policiales
- Comisario:  PNP.

### Religiosas
- Prelatura de Huamachuco[4]
  - Obispo Prelado de Huamachuco: Monseñor Sebastián Ramis Torres, TOR.[5]
- Parroquia
  - Párroco: Pbro.  .